# دوق كويمبرا

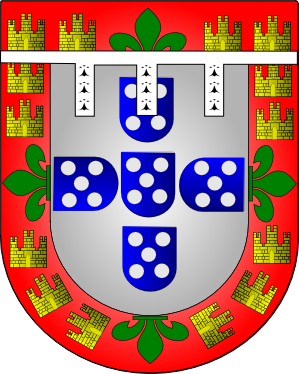
شعار إنفانتي بيدرو

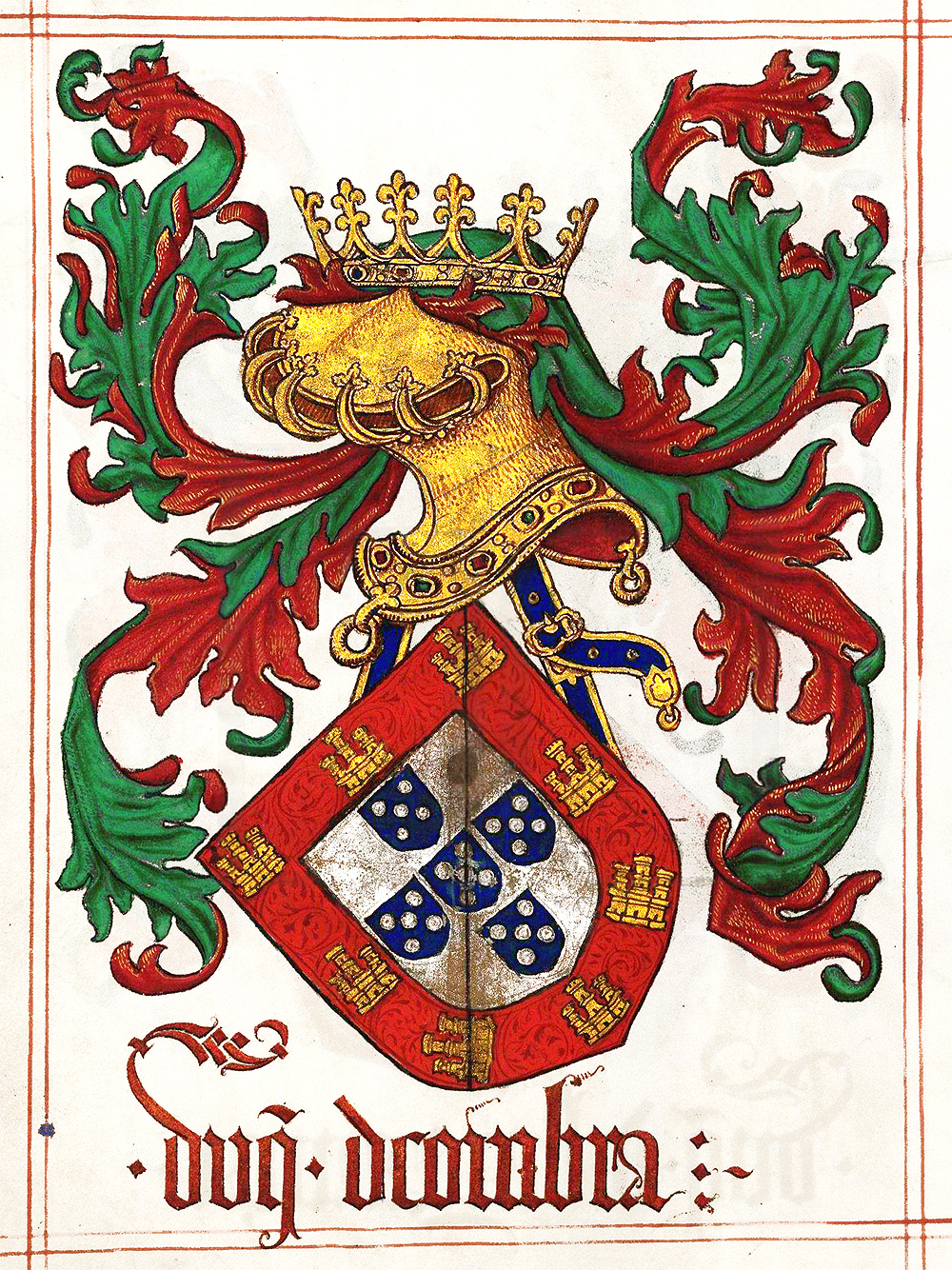
شعار جورجي

دوق كويمبرا (البرتغالية:Duque de Coimbra)؛ هو لقب نبيل تم إنشاؤه من قبل الملك جواو الأول من البرتغال لابنه الثاني إنفانتي بيدرو في 1415 بعد فتح سبتة، لاحقاً بيدرو أصبح حاكم المملكة، ولكنه قُتل في معركة ألفاروبيرا في 1449 بسبب تمرده على الملك.
لم يرث أحد من أبنائهِ هذا اللقب، ولكن منحهُ لاحقاً إلى جورجي الأبن غير الشرعي لحفيدهِ الملك جواو الثاني.
بينما آخر من استخدم اللقب هو شقيق دوق براغانزا الحالي.

## قائمة الدوقات
1. إنفانتي بيدرو من البرتغال (ح.1415-1449)؛ هو ابن الثاني لـ ملك جواو الأول.
2. جورجي (ح.1495-1550)؛ هو الابن غير الشرعي لـ ملك جواو الثاني.
3. أوغست، دوق كويمبرا (1875-1889)؛ هو ابن الأصغر لـ فرناندو الثاني ملك البرتغال وماريا الثانية ملكة البرتغال، أنشاؤه له شقيق لويس الأول في 1875.
4. هنريك، دوق كويمبرا (1949-2017)؛ هو ابن الأصغر لـ دوارتي نونو، دوق براغانزا وماريا فرانسيسكا من أورليان-براغانزا.

- ماريا بيا دي ساكس كوبرغ وبراغانزا استخدمت هذا اللقب؛ عند ادعت بأنها الابنة غير الشرعية لـ كارلوس الأول ملك البرتغال.